# 1965 في نيوزيلندا
فيما يلي قوائم الأحداث التي وقعت خلال عام 1965 في نيوزيلندا.

## سياسة

### تعيين في المنصب
- 16 ديسمبر – نورمان كيرك زعيم المعارضة.

## رياضة
- 1 يناير – كأس نيوزيلندا 1965 الفائز Eastern Suburbs AFC [الإنجليزية]‏.
- 1 مارس – جائزة أستراليا الكبرى 1965 الفائز بروس ماكلارين.

## مواليد

### يناير
- 1 يناير – أندريا دالي
- 1 يناير – جون لي ممثل نيوزيلندي.
- 1 يناير – فيونا ماكدونالد مغنية نيوزيلندية.
- 22 يناير – بيتر هنت لاعب دارت نيوزيلندي.
- 25 يناير – مايك رودجر مُجدّف نيوزيلندي.[1]

### فبراير
- 5 فبراير – ديبي فورد
- 11 فبراير – إريك راش لاعب رغبي نيوزيلندي.
- 17 فبراير – ألون إيفانز لاعب كرة قدم نيوزيلندي.[2]
- 22 فبراير – ناثان داهلبرغ درّاج طريق نيوزيلندي.

### مارس
- 3 مارس – ماريا جورج لاعبة كرة قدم نيوزيلندية.[3]

### أبريل
- 1 أبريل – جوليا كامبل لاعبة كرة قدم نيوزيلندية.
- 4 أبريل – بيت بيثيون مستكشف نيوزيلندي.
- 8 أبريل – مايكل جونز لاعب رغبي ساموي.

### مايو
- 5 مايو – فيل برايس نَحّات نيوزيلندي.
- 7 مايو – أندرو ليتل سياسي نيوزيلندي.

### يونيو
- 10 يونيو – غريغ كوبر لاعب رغبي نيوزيلندي.
- 28 يونيو – دوين مان لاعب دوري رغبي نيوزيلندي.

### يوليو
- 11 يوليو – ستيف غراي مقدم تلفزيوني نيوزيلندي.

### أغسطس
- 7 أغسطس – روب غوردون لاعب رغبي نيوزيلندي.
- 18 أغسطس – باولا موريس كاتبة نيوزيلندية.
- 31 أغسطس – فيلي واتسون لاعب كركيت نيوزيلندي.

### سبتمبر
- 21 سبتمبر – بليندا كوردويل لاعبة كرة مضرب نيوزيلندية.

### أكتوبر
- 26 أكتوبر – كين روذرفورد لاعب كركيت نيوزيلندي.

### ديسمبر
- 7 ديسمبر – جون فولتون لاعب كريكت نيوزلندي.
- 11 ديسمبر – غافين هيل لاعب رغبي نيوزيلندي.

## وفيات

### يناير
- 8 يناير – ألبرت آشر (مواليد 1879) لاعب رغبي نيوزيلندي.

### فبراير
- 1 فبراير – غوس هارت (مواليد 1897) لاعب اتحاد رغبي نيوزيلندي.

### أبريل
- 20 أبريل – بيرسي رودريك كولمان (مواليد 1897)

### يونيو
- 1 يونيو – هنري براون (مواليد 1910) لاعب اتحاد رغبي نيوزيلندي.

### سبتمبر
- 24 سبتمبر – إرنست كول (مواليد 1875)

### ديسمبر
- 27 ديسمبر – كوينتن دونالد (مواليد 1900)